# Serra de Castelltallat

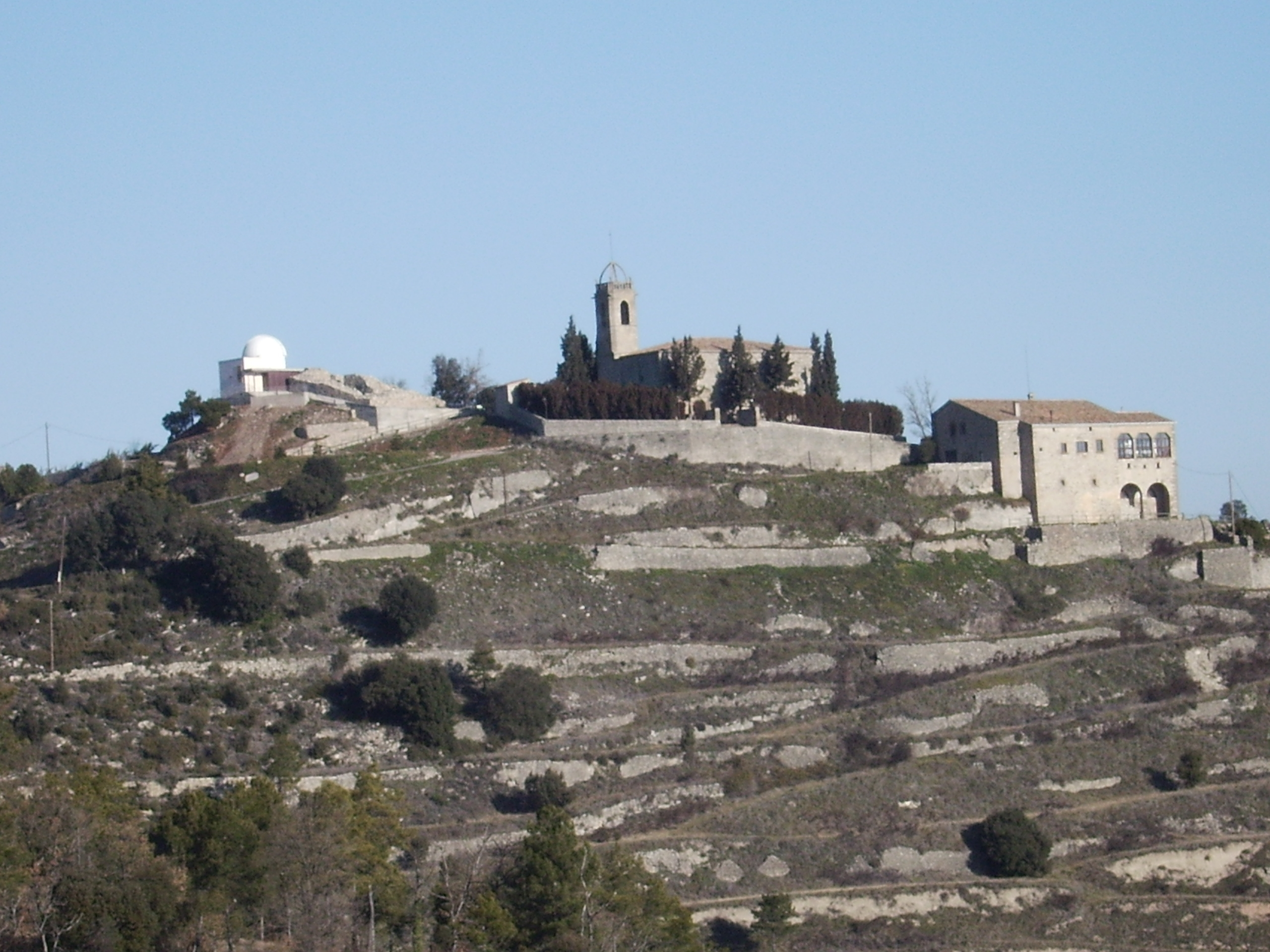
Castelltallat

La Serra de Castelltallat està situada entre l'est de l'Anoia i el sud del Solsonès. La major part de la serralada pertany al municipi de Sant Mateu de Bages mentre que la part més occidental es troba dins els municipis de Pinós i la Molsosa. Al nord de la serra s'hi troba la Serra de Pinós, i al sud, la Serra de Rubió.
El poble de Castelltallat que fins a 1840 era un municipi i que des d'aquell any va formar part de Sant Mateu de Bages, és actualment una parròquia. L'església parroquial de Sant Miquel situada a 887 metes d'altitud i feta als peus de l'antic castell de Castelltallat, conté mostres dels estils arquitectònics romànic, renaixentista, barroc i neoclàssic. Al costat del castell i l'església es troba l'Observatori Astronòmic de Castelltallat, un centre d'observació astronòmica on hi fan estades també artistes i músics, reconegut al 2025 amb el segell de parc estel·lar Starlight.

## Orografia
És un altiplà de base calcària orientat de SW-W a NE-E que ocupa uns 65 km². La màxima alçada és a la muntanya del "Tossal" a 936 metres. Presenta una part obaga amb pendents forts i predomini forestal i una part solana amb més dedicació agrícola. És origen de la riera de Coaner al nord i de la riera de Fonollosa al sud, ambdues afluents del riu Cardener afluent del Llobregat.

## Clima
Presenta un clima submediterrani de muntanya mitjana amb uns 600 litres de precipitació anual i una temperatura mitjana de 12 graus amb un cert grau de continentalitat, ja que les temperatures mitjanes mensuals oscil·len des dels 4 graus al gener fins als 21 al juliol. Les mínimes i màximes absolutes oscil·len entre els -6 i els 38 °C. La major part de la Serra forma part d'un PEIN (Pla d'Espais d'Interès Natural).

## Vegetació
Segons l'orientació nord a sud apareixen diverses formacions forestals. Les pinedes són de pi blanc (Pinus halepensis) amb algun pi pinyoner (Pinus pinea) a les parts baixes i de pinassa per sobre dels 700 metres. Les rouredes són de formes hibridades de roures de les espècies "faginea" i "cerroide". Els alzinars també presenten tipus intermedis entre el carrascar (Quercus rotundifolia) i l'alzina vera (Quercus ilex). Allà on no hi ha bosc hi predominen els prats de jonça (aphyllantion) o el fenassar (Brachypodium). És remarcable la presència del ruac (Ononis tridentata) en algunes petites afloracions de guix i la de la melissa borda (Melittis melissophyllum). La maduixera de bosc (Fragaria) ocupa el límit de distribució dins de la depressió central. També són interessants els exemplars de Digital groga (Digitalis lutea), primavera (Primula acaulis) i ginestell cineri (Genista cinerea).

## Fauna

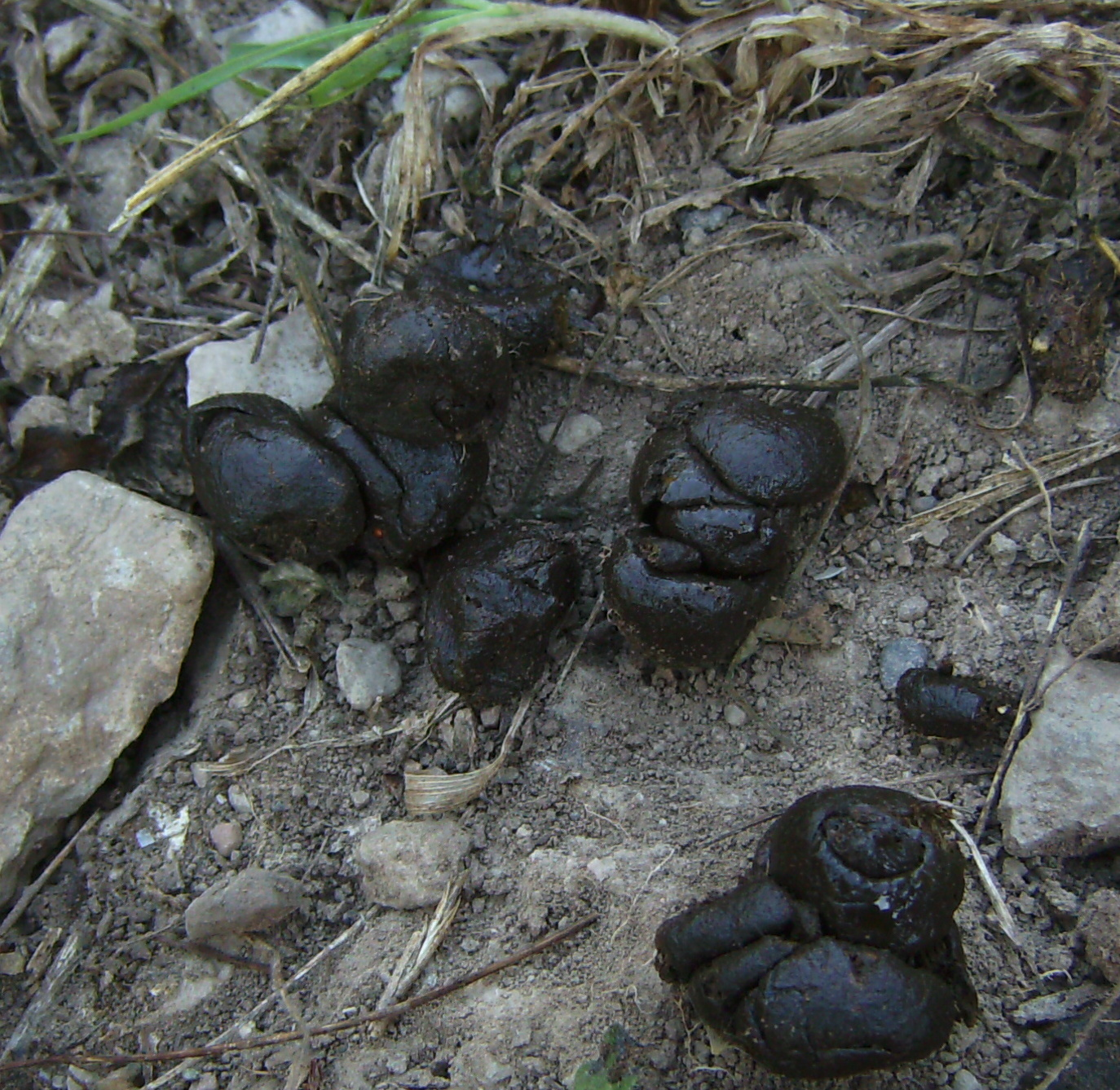
Femta de cabirol a la serra de Castelltallat

Pel que fa als animals salvatges és remarcable la nidificació dels corbs i la presència del duc (Bubo bubo). Són molt abundants els senglars i les guineus, els conills, les perdius i cabirols.

## Afectació per incendis
L'afectaren en la major part els incendis de 1994 i 1998. La seva superfície arbrada va quedar reduïda a 1.000 ha quan abans en tenia 6.000. La recuperació natural de la vegetació ha comportat alguns canvis. D'una banda s'ha estès una roureda pràcticament pura allà on abans hi dominaven els pins i de l'altra els pins blancs s'han tornat a sembrar. Arreu on no s'ha tornat a instal·lar el bosc hi domina ara la brolla on destaca la botja (Dorycnium pentaphyllum) el romaní, fenàs, etc. Els rebrots d'alzines i roures dominen l'espai forestal que es va cremar.

## Activitats productives
Actualment s'ha fet un tomb cap a l'agroturisme. Per tal de donar suport a aquesta activitat la Diputació de Barcelona hi ha bastit un observatori astronòmic al costat de les runes de l'antic "Castell talaiat" d'on en deriva el nom actual de la Serra.

## Història
El castell de Castelltallat anomenat de Montdó o Castell rodó (en llatí Montedono i Castrodono) situat prop de l'actual església de Sant Miquel i actualment en runes, existia ja des de primeries del segle x i a finals del mateix segle ja consta la població de Castelltallat. L'any 937 el comte Lluís Borrell donava a Santa Cecília de Montserrat unes terres situades al castell de Montedono. El 996 els comtes Ramon Borrell i Ermessenda atorgaven al mateix monestir montserratí diverses possessions del Castrodon anomenat Castrotallado. A partir del segle xii ja s'estableix la forma actual com Castelltallat.
El castell de Castelltallat estava situat en el límit entre el comtat de Manresa (Osona) i el califat de Còrdova.
Com a mínim des de 1021 i fins a la fi de l'antic règim d'Espanya, el poble de Castelltallat va pertànyer al ducat de Cardona, tanmateix els seus habitants pagaven el delme eclesiàstic a Santa Cecília de Montserrat.
En el fogatge de 1381 Castelltallat reunia 26 focs.
L'any 1659 se cita Castelltallat com un dels castells que actuaven junt amb la vila de Cardona.

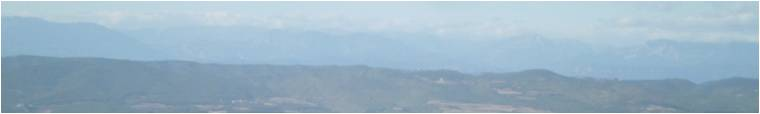
Serra de Castelltallat vista des de la Serra de Rubió, amb el Pre-Pirineu al fons